# Ölands runinskrifter 7
Ölands runinskrifter 7 är en försvunnen runsten som funnits i Mörbylånga kyrka, Mörbylånga socken och Mörbylånga kommun på Öland.
Stenen finns endast beskriven i Bautil, som uppger dess placering intill "kyrkodörren". Förmodligen har den legat som tröskelsten varmed vissa delar doldes av ett murhörn. Stenen var ganska liten med en totalhöjd av cirka 144 cm, varav endast en meter antas ha varit synlig ovan jord. Bredden var omkring 58 cm. Stenen tycks ha varit samtida med den likaså försvunna runstenen Ölands runinskrifter 5, kallad Borgbystenen, som fanns i samma socken, vilket likheten i ornamentiken visar.

## Inskriften
Translitterering av runraden:
[------ li- : risa : sten : iftiR : þur... ... ...in : kuþ : hia-bi : sal : hans ·]
Normalisering till runsvenska:
... le[t] ræisa stæin æftiR Þor... ... [s]inn. Guð hia[l]pi sal hans.
Översättning till nusvenska:
[N.N. lät] resa stenen efter Thor[sten, fader] sin. Gud hjälpe hans själ.